# دهستان بهمئی سرحدی شرقی
بهمئی سرحدی شرقی، دهستانی از توابع بخش دیشموک شهرستان کهگیلویه در استان کهگیلویه و بویراحمد ایران است.

## جمعیت
براساس سرشماری سال ۱۳۸۵ جمعیت آن ۸٬۳۴۸ نفر (۱٬۴۹۱ خانوار) بوده‌است.

آبادی ها بهمئي سرحدئ شرقي 
اميراباد ، تلخاب ،   باقلادون  ،  بردله   ، تلخاب ديشموك  ،  دره گروسفلي ،   دره گروعليا   ، ده قاضي  ،  سربيشه عليا  ،  سرپرتلخاب  ،  سرغل  ،  سرطوف ،   لاوه پاتل  ،  ورگرد ،   امامزاده  ميرسالارفارتق   ، باسيتي قارتق  ،  بن گير  ،  پس اسياب فارتق ،   تلخه زارسفلي  ،  تلخه زارعليا  ،  تنگ انجيرديشموك    ، تنگ گوردالو ديشموك  ،   دروارفارتق ،   ده احمد   ، سرپوت فارتق   ، كلات بونه راه دزدان   ، گراب ديشموك ،   نسه تلخه زارگوروك  عليا،    نسه تلخه زارگوروك  سفلي ،   شرانگ رنگ  ،  كولاب فارتق  ،  باغ كلك  ،  برداسپيدموردراز  ،  بيدستان موردراز ،   تنگ تي  ،  تنگ سوخته ليراب  ، تنگ لا  ،  چندار  ،  چنگل ،   دشتك ، ريزك  ،  سربس سفلي  ،  سربس عليا  ،  سرتنگ ليراب  ،  سرگچ  ،  كرنگ موردراز  ،  گناوه ليراب  ،  ليراب  ،  لاي لاشان  ،  مورخاني ،   موردراز  ،  نسه طاويس  ،  دهه نادرلرزو  ،  چشمه پهن كرنگ